# ليندر إنغستروم
ليندر إنغستروم (بالسويدية: Leander Engström)‏ هو رسام سويدي، ولد في 27 فبراير 1886 في Ytterhogdal ‏ في السويد، وتوفي في 6 فبراير 1927 في Oscar Parish ‏ في السويد.

## معرض صور

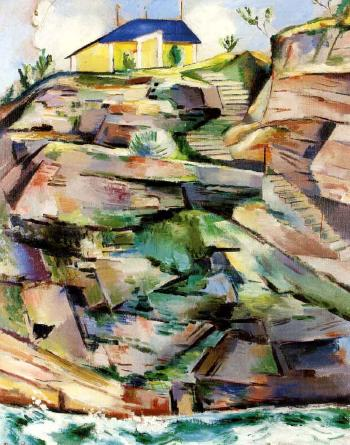
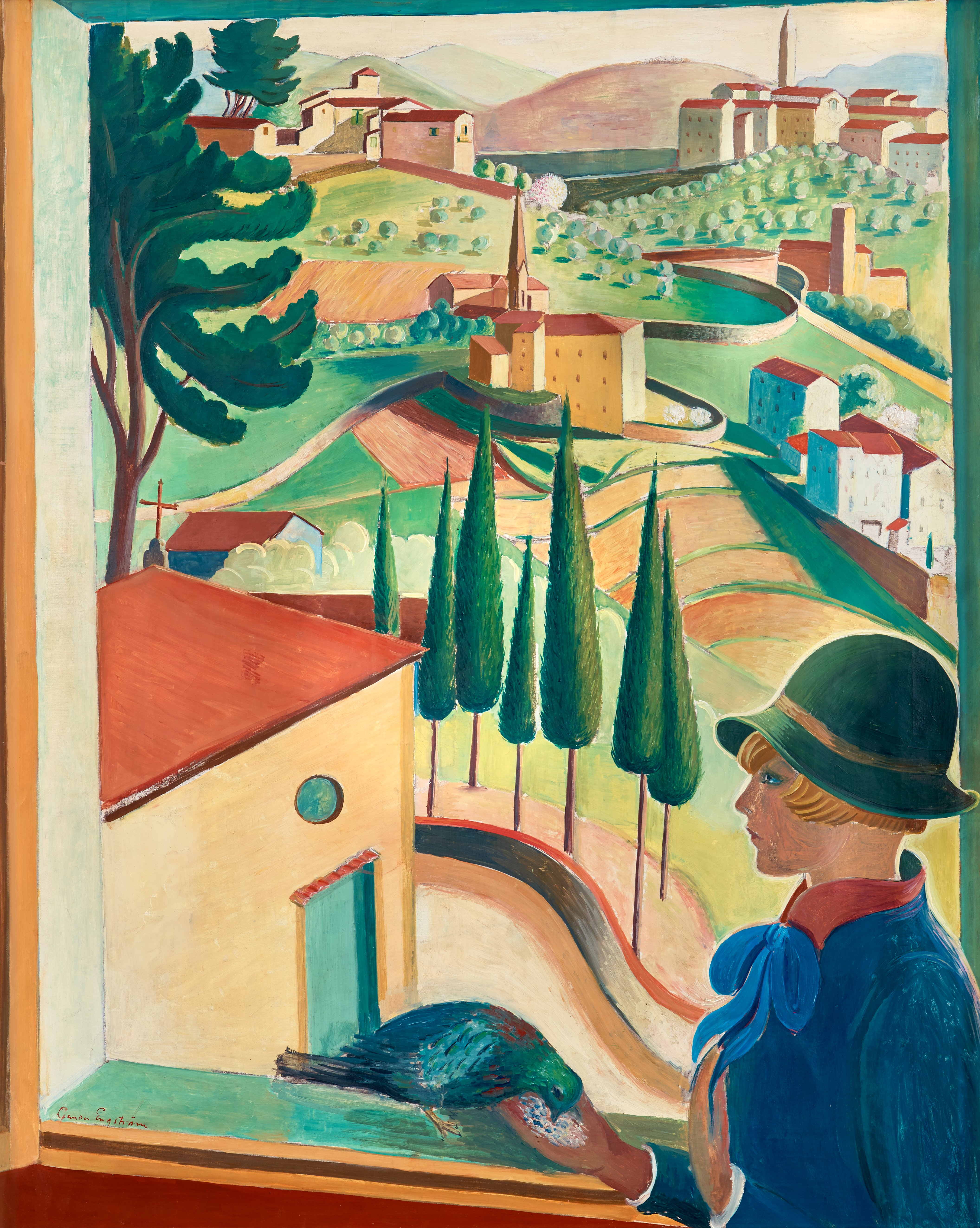
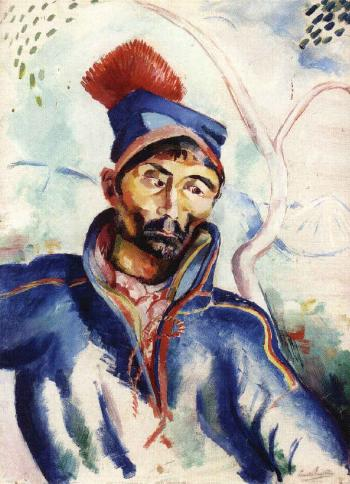
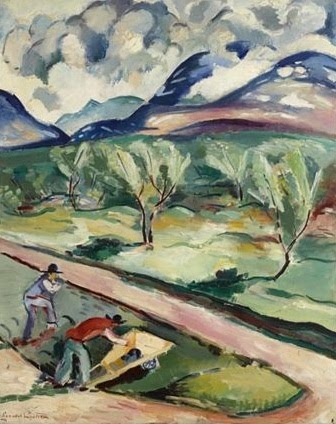
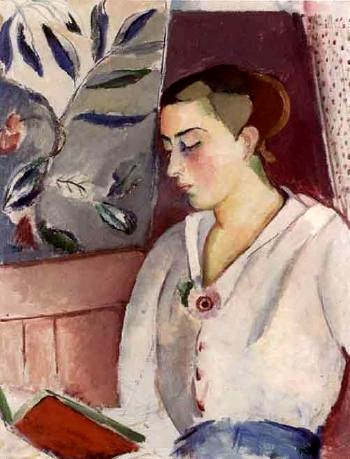